# 1609
Cette page concerne l'année 1609  du calendrier grégorien.
L'année 1609 est une année commune qui commence un jeudi.

## Événements
- 8-29 avril[1], Japon : les daimyō Shimazu de Satsuma envahissent le royaume de Ryūkyū et lui impose un protectorat (fin en 1879). Le royaume maintient en façade le versement du tribut à la Chine, ce qui lui permet de continuer à servir de relais entre la Chine, la Corée et le Japon[2].

- 29 juillet, Afrique du Nord : victoire franco-espagnole de Luis Fajardo et de Beaulieu-Persac sur Tunis à La Goulette[3].

- 20 septembre, Japon : la Compagnie néerlandaise des Indes orientales ouvre un comptoir à Hirado. Hollandais et Anglais s’installent à Hirado (Kyūshū) pour faire du commerce (1609-1613)[4].

- Établissement hollandais à Sulawesi (Makassar)[5].

### Amérique
- 28 juillet : premier établissement anglais aux Bermudes par des naufragés du Sea Venture, en route pour la Virginie[6].
- 30 juillet : Samuel de Champlain et ses hommes affrontent les Iroquois à l'emplacement du futur Fort Carillon, aujourd'hui Crown Point, New York. Champlain braque son arquebuse et fait feu sur l’un des Iroquois. Deux sont tués d'un seul coup. Les Iroquois sont terrifiés[7].
- 28 août : Henry Hudson atteint la baie de la Delaware[8]. Il revendique une partie de l’Amérique du Nord pour les Provinces-Unies.

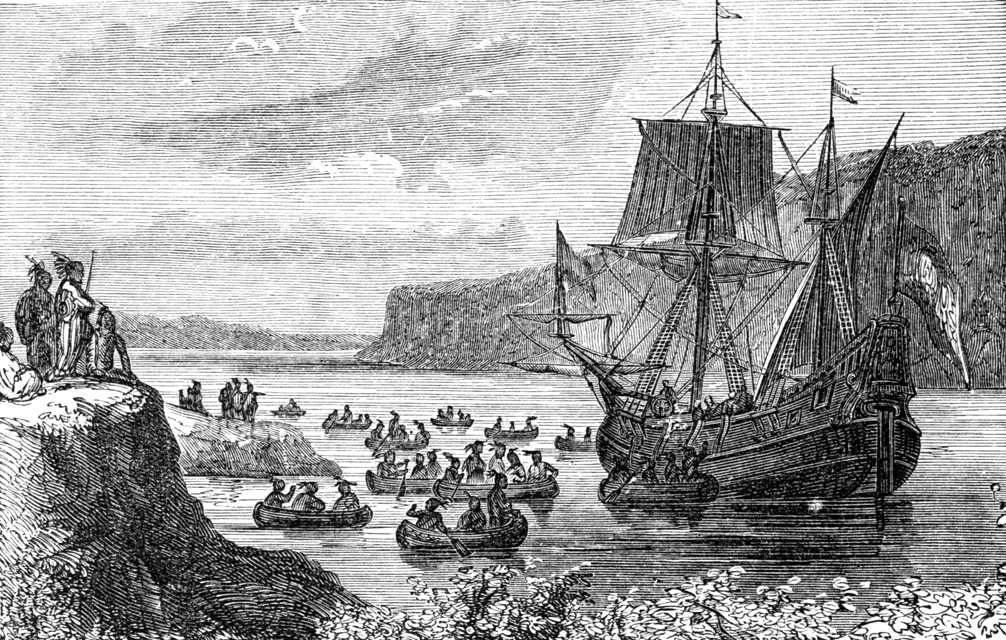
Septembre : Henry Hudson explore le fleuve Hudson

- 2 septembre : Henry Hudson atteint la baie de New York[9]. Il établit un comptoir commercial à Staaten Eylandt.
- 11 septembre : l'explorateur Henry Hudson découvre l'ile de Manhattan et donne son nom au fleuve Hudson qu'il explore les jours suivants[10].

- 29 décembre : fondation de la réduction de San Ignacio Guazú[11]. Création de la République des Guaranis par les Jésuites au Paraguay. Les Jésuites obtiennent de Philippe III d'Espagne l’autorisation de créer des réductions de 3 000 à 8 000 Indiens pour les protéger des razzias d’esclaves (mission jésuite du Paraguay). Il instituent l’égalité sociale (ni riches, ni pauvres, ni argent, ni salaires), la mansuétude (pas de peine de mort), le travail (culture des céréales, travail du fer et tissage) et la défense de la culture indigène. Au milieu du XVIIe siècle, les Guaranis seront 35 000.

- Hiver 1609-1610 : famine à Jamestown en Virginie. Seuls 60 colons sur 500 en réchappent[12].

- Début de l’industrie sucrière en Nouvelle-Grenade, quand Juan de Guevara obtient l'autorisation de creuser un canal pour établir une fabrique de sucre de canne à Caracas[13].

### Europe
- 27 janvier : ouverture du procès des sorcières de Zugarramurdi par l'Inquisition à Logroño[14]. Il se conclut par un autodafé célébré à Logroño les 6 et 7 novembre 1610[15].
- 31 janvier : fondation de la banque d'Amsterdam, sous la garantie spéciale et avec l’acquiescement des États de Hollande[16]. Elle est sous le contrôle de la municipalité de la ville qui reçoit le monopole du change (Wisselbank). Grâce à sa politique libérale de circulation des capitaux, elle deviendra une des premières places bancaire du monde.
- Janvier-février, Pologne : l’insurrection de Sandomierz s’arrête à la suite d’une loi d’amnistie et de l’assurance du respect de la Constitution et de la liberté religieuse[17].
- 17 février : mort de Ferdinand de Médicis. Cosme II de Médicis devient grand-duc de Toscane (fin en 1621)[18].
- 28 février : accords de Viborg entre Basile Chouïski et la Suède. Les Russes abandonnent leurs vues sur la Livonie, et Charles IX de Suède promet l’envoi de 6000 hommes pour dégager Moscou[19].
- 7 mars (25 février du calendrier julien) : échec du complot du prince Roman Ivanovitch Gagarine contre Chouïski en Russie[20]. D’autres tentatives échouent en avril et mai.
- 25 mars : mort sans héritiers de Jean-Guillaume, duc de Clèves, de Berg et de Juliers. L’empereur Rodolphe II évoque l’affaire devant son tribunal, les prétendants s’entendent pour ne pas se présenter. L’empereur séquestre les duchés et charge les Espagnols des Pays-Bas de les occuper (juillet)[21]. Le roi de France s’oppose au candidat de l’Autriche et semble décidé à la guerre contre l’Espagne.

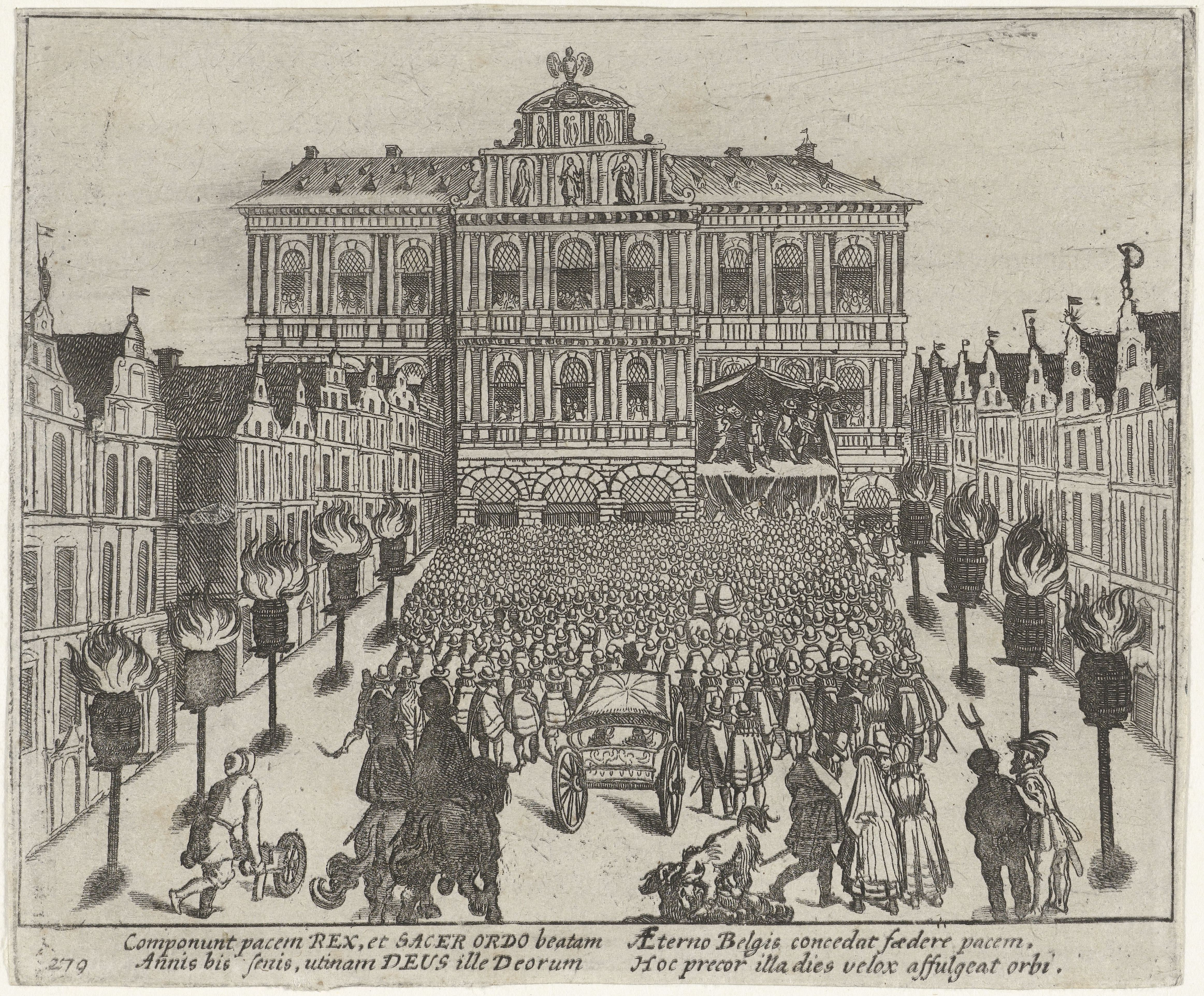
9 avril : trêve de douze ans.

- 9 avril, Anvers : signature, grâce à une médiation de Pierre Jeannin pour le roi de France, de la Trêve de douze ans dans la guerre de Quatre-Vingts Ans entre l’Espagne et les Provinces-Unies, qui aboutit à une reconnaissance de fait de l’indépendance de celles-ci[22].
- 17 juin : victoire de l'armée russo-suédoise contre la république des Deux Nations qui soutenait le Second faux Dimitri à la Bataille de Torjok.
- 22-24 juin, Russie : victoire de Michel Skopine-Chouïski, neveu du tsar, et des Suédois de Jacques de La Gardie sur les Cosaques du second faux Dimitri près de Tver[19].

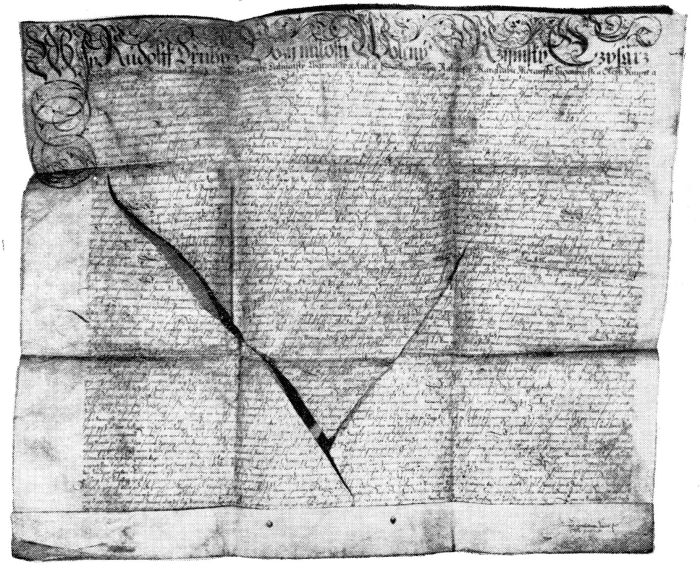
9 juillet : Lettre de majesté de Rodolphe II.

- 9 juillet : « Majestät ». Rodolphe II garantit la liberté de culte en Bohême[23].
- 10 juillet : Fondation de la Ligue catholique des princes allemands à Munich dirigée par Maximilien de Bavière, en réaction à l’Union évangélique[24].
- 21 juillet : l'évêque Montgomery est nommé par le roi Jacques d'Angleterre pour présider une commission chargée de la confiscation des six comtés d'Ulster (Armagh, Tyrone, Coleraine, Donegal, Fermanagh, Cavan), à la suite de la fuite des comtes du nord de l’Irlande[25]. La commission organise l’installation en Ulster des protestants anglais et écossais par le système des plantations (colonisation) : 40 000 colons protestants établissent en Ulster une hégémonie économique et religieuse sur les Irlandais catholiques. La moitié des terres est confisquée et distribuée sous forme de parcelles n’excédant pas 3000 acres.
- 20 août : liberté de culte aux protestants de Silésie[26].
- 20 septembre : arrivée à Constantinople d'une mission de Jésuites français auprès des chrétiens d’Orient[27].
- 22 septembre : les Morisques, musulmans convertis de force au catholicisme, sont bannis d’Espagne par Philippe III[28]. Le départ de 275 000 personnes vers le Maghreb musulman entre 1609 et 1614 porte un coup très dur à l’économie et surtout à l’agriculture (le royaume de Valence perd 30 % de sa population, l’Aragon 20 %). 75 % des morisques sont morts pendant l'exode.

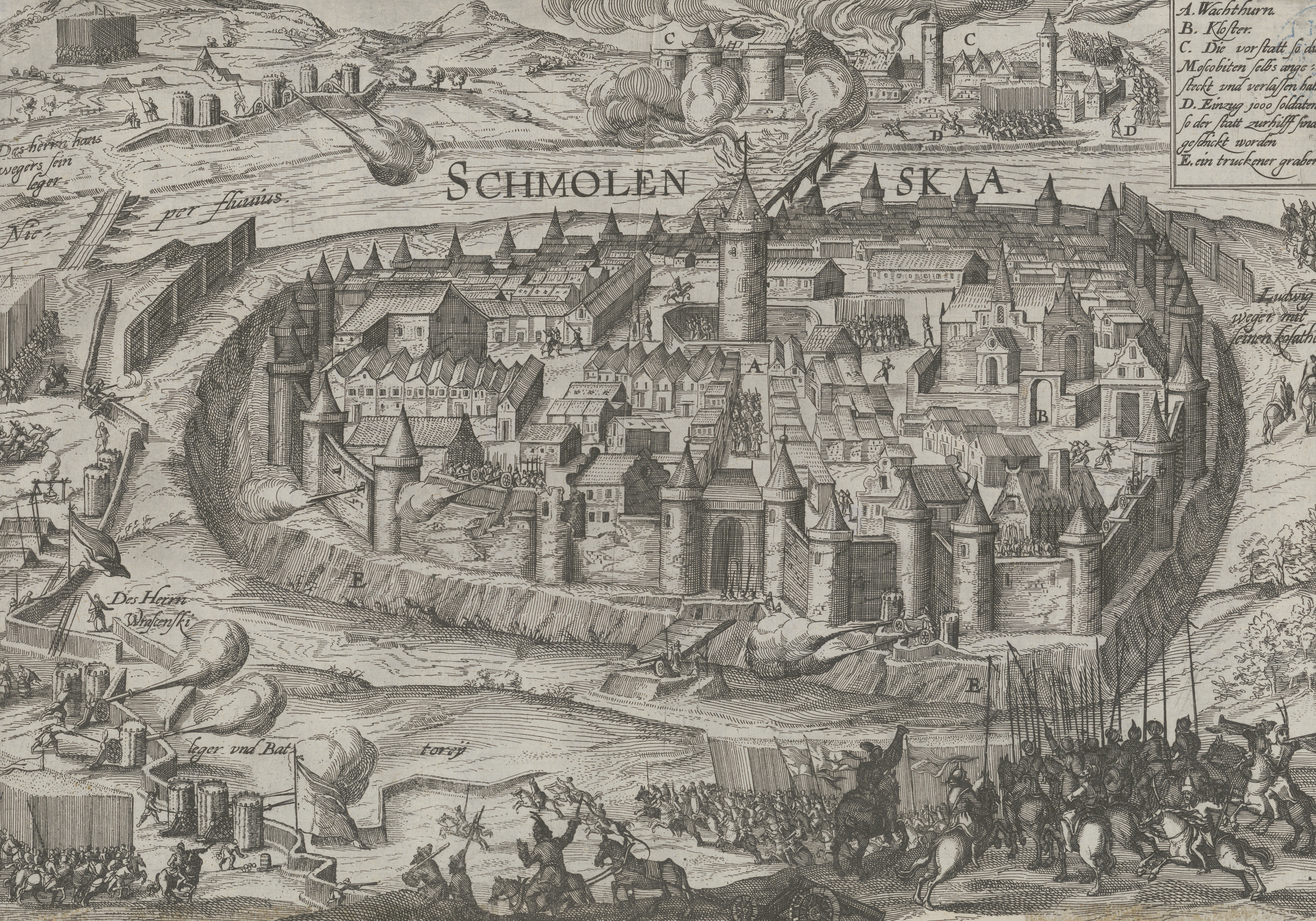
29 septembre : début du siège de Smolensk (fin en 1611)

- 29 septembre : Sigismond III de Pologne rompt la trêve avec la Russie et assiège Smolensk (fin en 1611)[29]. Un conflit éclate entre les Polonais de l’armée royale et ceux de Sapieha à Touchino.

- Introduction du système des juges de paix en Écosse[30].
- Les marchands portugais de Londres suspectés de judaïsme sont expulsés du pays à la suite de querelles internes[31].
- Peste en Savoie, à Nice, en Piémont et à Turin[32].

## Naissances en 1609
- 16 mars: François Rigordi, prêtre catholique jésuite français († 24 février 1679).
- 22 mars : Jean II Casimir Vasa, roi de Pologne († 16 décembre 1672).
- 23 mars : Johann Heinrich Schönfeld, peintre allemand († 1684).
- 23 mai : Giovanni Benedetto Castiglione, peintre, graveur et imprimeur italien († 5 mai 1664).
- 26 mai : Bernardin Mimault, peintre français († 1673).
- 29 juin : Pierre-Paul Riquet, ingénieur, à Béziers († 1er octobre 1680).
- 28 juillet : Judith Leyster, peintre néerlandaise († 10 février 1660).
- 29 juillet : Marie de Mantoue, noble italienne, épouse du duc Charles III de Mayenne († 14 août 1660).
- 19 octobre : Giovanni Bona, cardinal et écrivain italien († 28 octobre 1674).
- 22 octobre : Charles III de Mayenne, noble français, duc de Mayenne et d'Aiguillon († 30 août 1631, 22 ans)[33].
- Date précise inconnue :
  - Giovanni Angelo Canini, graveur et peintre baroque italien († 1666).
  - Laurent Jouvenet, peintre français († 17 novembre 1681).
  - Wu Weiye, peintre chinois († 1671).
- Vers 1609 :
- Nicolaus Knüpfer, peintre du siècle d'or néerlandais († 15 octobre 1655).

## Décès en 1609

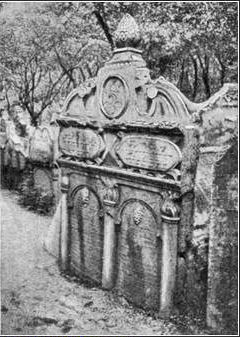
Tombe du Rav Loew à Prague

- 1er janvier :  Giulio Cesare Croce, écrivain, conteur, dramaturge et énigmographe italien (° 12 mars 1550).
- 8 janvier : Fernando Niño de Guevara, cardinal espagnol (° 1541).
- 21 janvier : Joseph Juste Scaliger, humaniste agenais protestant (° 1540).

- 17 février : Ferdinand Ier de Médicis, ecclésiastique et homme politique toscan (° 30 juillet 1549).

- 10 mars : Aya Gozen, demi-sœur aînée de Uesugi Kenshin, mère d'Uesugi Kagekatsu et première épouse de Nagao Masakage (° 1524).
- 25 mars : Jean-Guillaume de Clèves, duc de Clèves, de Berg et de Juliers, comte de la Marck et de Ravensberg (° 29 mai 1562).

- 4 avril : Charles de L'Écluse, médecin et botaniste flamand de langue française (° 19 février 1526).
- 14 avril : Gasparo da Salò, luthier et musicien italien (° 20 mai 1542).
- 16 avril :
  - Francisco Cabral, missionnaire jésuite portugais au Japon (° 1529)[34].
  - Giustino Salvolini, peintre maniériste italien (° vers 1516).
- 22 avril : Organtino Gnecchi-Soldo, prêtre jésuite italien (° 1532).
- 27 avril : Guillaume de Berghes, prélat belgo-français (° 1551).

- 11 mai : Antoine d'Estrées, militaire et aristocrate français (° vers 1529).
- 15 mai : Giovanni Croce, compositeur et maître de chapelle italien (° 1557).
- 30 mai : Nicolaus Serarius, prêtre jésuite, exégète et historien ecclésiastique français (° 5 décembre 1555).

- 4 juin :
  - Kyōgoku Takatsugu, daimyo de la province d'Ōmi et de la province de Wakasa de la fin de l'époque Sengoku de l'histoire du Japon (° 1560 ou 1563).
  - François Miron, magistrat français (° 1560).
- 26 juin : Johann Philipp von Gebsattel, prince-évêque de Bamberg (° 13 mai 1555).

- 8 juillet : Ludovico de Torres, cardinal italien (° 1552).
- 15 juillet : Annibal Carrache, peintre italien (° 1560).
- 20 juillet : Federigo Zuccari, peintre et architecte italien (° entre 1539 et 1543).
- Juillet : Adam de Heurtelou, évêque de Mende, comte de Gévaudan.

- Avant le 6 août : Scipion Sardini, financier français d'origine toscane (° 1526).
- 6 août : André du Laurens, premier médecin du roi Henri IV (° 9 décembre 1558).
- 7 août : Eustache du Caurroy, compositeur français (° 4 février 1549).
- 20 août : Joseph Duchesne, chimiste, médecin, écrivain et diplomate français (° 1546).
- 23 août : Yi San-hae, lettré et homme politique coréen (° 20 juillet 1539).
- 28 août : Stefano Fabri, compositeur italien (° vers 1560).

- 2 septembre : Thomas Scrope, 10e baron Scrope de Bolton (° 1567).
- 3 septembre : Jean Richardot, chef-président du Conseil privé des gouverneurs des Pays-Bas espagnols, les archiducs Albert d'Autriche et l'infante Isabelle-Claire-Eugénie d'Autriche ( ° 1540).
- 17 septembre :
  - Pierre Biard l'Aîné, sculpteur et architecte français (° 1559).
  - Rabbi Judah Loew, dit Maharal, grand rabbin de Prague (° 1512 ou 1520).

- 9 octobre :
  - Henri van Cuyk, évêque néerlandais (° 1546).
  - Jean Leonardi, pharmacien italien devenu prêtre et fondateur des clercs réguliers de la Mère de Dieu (° 1541).
- 15 octobre : Joseph Heintz l'Ancien, peintre maniériste et architecte suisse (° 11 juin 1564).
- 19 octobre : Jacobus Arminius (Jacob Armenszonn), théologien protestant hollandais (° vers 1560).

- 12 décembre : Jan van Hout, poète et linguiste originaire des Pays-Bas des Habsbourg (° 14 décembre 1542).

- Date inconnue :
  - Juan de los Angeles, franciscain du Siècle d'or espagnol (° vers 1540).
  - Annibale Carracci, peintre italien (° 1560).
  - James Hamilton, noble écossais, 3e comte d'Arran (° vers 1532).
  - Ishikawa Kazumasa, vassal notable de Tokugawa Ieyasu (° 1534).
  - John Ratcliffe, explorateur anglais (° 1549).
  - Shimozuma Rairyū, moine gardien du Hongan-ji (° 1552).
  - Caspar Schwenckfeld, médecin pratiquant à Hirschberg (° 1563).
  - Francis Vere, général anglais (° 1560).
  - Tiburzio Vergelli, sculpteur et fondeur italien (° 1551).